# Saurida flamma
Espèce
Statut de conservation UICN

 LC 02 mars 2015 : Préoccupation mineure
Saurida flamma est une espèce de poissons marins de la famille des Synodontidae.

## Systématique
L'espèce Saurida flamma a été décrite pour la première fois en 1982 par Robin S. Waples (d).

## Distribution
Cette espèce se croise dans le Pacifique, au large des côte de Hawaii, de l'atoll Johnston, des îles Pitcairn et de Rurutu.

## Description
Saurida flamma est une espèce dont l'holotype mesure 29,0 cm, et dont la longueur varie pour les spécimens adultes de 7,8 à 33,5 cm.
Cette espèce se trouve principalement sur le plancher océanique au large, à des profondeurs variant généralement de 5 à 30 m.
Il s'agit d'un poisson allongé, à la mâchoire proéminente dont le ventre est clair et dont le dos est gris tacheté de noir.
Cette espèce se remarque particulièrement à la couleur rouge-orangé de sa mâchoire dont elle tire son nom.

## Étymologie
Son épithète spécifique, flamma, fait référence aux contours de sa mâchoire rouge-orangés apparaissant flamboyants.

## Écologie et environnement
Contrairement à la plupart des spécimens de son genre, Saurida flamma ne s'enfonce pas dans les sédiments, et applique une méthode de chasse à l'affût en se dissimulant dans des cavités du fond.

## Publication originale
- (en) Robin S. Waples, « A Biochemical and Morphological Review of the Lizardfish Genus Saurida in Hawaii, with the Description of a New Species », Pacific Science, The University Press of Hawaii, no 3,‎ 1981 (ISSN 0030-8870, lire en ligne, consulté le 24 juin 2023).